# Igor (album)
Igor è il sesto album in studio del rapper statunitense Tyler, the Creator, pubblicato il 17 maggio 2019 dalla Columbia Records.
Il disco è stato premiato ai Grammy Awards 2020 come miglior album rap.

## Antefatti
Dell'esistenza di Igor si è cominciato a vociferare a partire dal 26 aprile 2019, quando fu mostrato parzialmente un documento di previsioni finanziarie della Sony Music, in cui un progetto musicale di Tyler, The Creator risultava previsto per la pubblicazione entro il 30 giugno 2019. Successivamente, il rapper ha dichiarato in data 7 maggio 2019 che l'album, intitolato Igor, sarebbe stato rilasciato dieci giorni più tardi.
Prima e dopo l'annuncio di Igor, il rapper statunitense aveva peraltro rilasciato su YouTube alcuni teaser del disco, più precisamente estratti di Igor's Theme (in data 1º maggio), What's Good (3 maggio), A Boy Is a Gun (13 maggio) e New Magic Wand (14 maggio), senza tuttavia anticipare l'album con alcun singolo.

## Accoglienza
L'album ha ricevuto il plauso universale della critica. Per Metacritic, che assegna punteggi su 100 tramite la raccolta di giudizi formulati da critici influenti, Igor ha totalizzato 81 punti su 18 recensioni positive, mentre la rivista Rumore lo considera il diciannovesimo album migliore dell'anno. Rosin O' Connor di The Independent lo reputa l'album migliore dell'artista. Il disco è stato premiato alla cerimonia dei Grammy Awards 2020 come miglior album rap.

## Descrizione
Essendo un concept album, IGOR tratta di un complicato triangolo amoroso ispirato dalle esperienze dell’artista, con un personaggio creato da Okonma, Igor, caratterizzato da occhiali da sole e parrucca bionda con taglio a scodella il cui nome può ricordare l’assistente di Frankenstein stando a indicare come l’amore possa sottomettere l’uomo. L’album stesso è infatti una critica all’amore. 
Musicalmente, fa utilizzo di sintetizzatori e distorsioni anche sulla voce, che può sembrare quasi infantile.

## Tracce
Testi e musiche di Tyler Okonma, eccetto dove indicato.
1. Igor's Theme – 3:21 (Tyler Okonma, Symere Woods)
2. Earfquake – 3:10 (Tyler Okonma, Jordan Carter)
3. I Think – 3:32 (Tyler Okonma, Bodionio Nkono Telosphere, Bibi Mascel)
4. Exactly What You Run From You End Up Chasing – 0:15
5. Running Out of Time – 2:57
6. New Magic Wand – 3:15
7. A Boy Is a Gun – 3:30 (Tyler Okonma, Lester Allen MacKenzie, Bobby Massey, Bobby Dukes)
8. Puppet – 2:59 (Tyler Okonma, Mick Ware, David Smith, Kanye West)
9. What's Good – 3:26
10. Gone Gone / Thank You – 6:15 (Tyler Okonma, Cullen Omori, Tatsuro Yamashita, Alan O'Day)
11. I Don't Love You Anymore – 2:41
12. Are We Still Friends? – 4:25 (Tyler Okonma, Al Green)

Versione CD, vinile e cassetta
1. Boyfriend – 4:00 (Tyler Okonma, John Charles Alder)

Note
- Igor's Theme contiene vocali non accreditati di Lil Uzi Vert e vocali di sottofondo di Solange, Tiffany Stevenson, Anthony Evans e Amanda Brown.
- Earfquake contiene vocali non accreditati di Playboi Carti e vocali di sottofondo di Charlie Wilson e Jessy Wilson.
- I Think contiene vocali non accreditati di Solange e vocali di sottofondo di Ryan Beatty, Anthony Evans e Amanda Brown.
- Exactly What You Run From You End Up Chasing contiene vocali non accreditati di Jerrod Carmichael e Santigold.
- New Magic Wand contiene vocali di sottofondo di Santigold e Jessy Wilson.
- A Boy Is a Gun contiene vocali di sottofondo di Solange.
- Puppet contiene vocali non accreditati di Kanye West e vocali di sottofondo di Jerrod Carmichael.
- What's Good contiene vocali non accreditati di Slowthai e vocali di sottofondo di Jerrod Carmichael.
- Gone Gone / Thank You contiene vocali non accreditati di Cee Lo Green e vocali di sottofondo di Jerrod Carmichael, La Roux, Anthony Evans e Amanda Brown.
- Are We Still Friends contiene vocali di sottofondo di Pharrell Williams e Al Green.
- Boyfriend contiene vocali di sottofondo di Jerrod Carmichael, Charlie Wilson e Santigold.

## Formazione
- Tyler, the Creator – voce, produzione, arrangiamenti, registrazione (eccetto tracce 4, 10 e 12)
- Lil Uzi Vert – voce (traccia 1)
- Playboi Carti – rapping (traccia 2)
- Solange – voce (traccia 3), cori (traccia 7 e 11)
- Jerrod Carmichael – voce (traccia 4), voce aggiuntiva (tracce 6 e 8–10)
- Kanye West – rapping (traccia 8)
- Anthony Evans – cori (tracce 1, 3 e 10)
- Amanda Brown – cori (tracce 1, 3 e 10)
- Tiffany Stevenson – cori (tracce 1, 3 e 10)
- Charlie Wilson – cori (tracce 2 e 11)
- Jessy Wilson – cori (tracce 2, 5, 6, 8, 10 e 11)
- Ryan Beatty – cori (traccia 3)
- Santigold – cori (tracce 4, 6 e 8)
- Cee Lo Green – cori (traccia 10)
- La Roux – cori (traccia 10)
- Pharrell Williams – cori (traccia 12)
- Slowthai – voce aggiuntiva (traccia 9)
- Kevin Kendricks – tastiere (traccia 3), tastiere aggiuntive (traccia 7), chimes (traccia 8)
- Vic Wainstein – registrazione (eccetto traccia 4)
- Kingston Callaway – registrazione (traccia 10)
- John Callaway – assistenza alla registrazione (traccia 1)
- Ben Fletcher – assistenza alla registrazione (traccia 1)
- Rob Bisel – assistenza alla registrazione (tracce 1, 3 e 9)
- Ashley Jacobson – assistenza alla registrazione (traccia 2)
- Thomas Callison – assistenza alla registrazione (tracce 2 e 10)
- Josh Sellers – assistenza alla registrazione (tracce 5 e 6)
- Derrick Jenner – assistenza alla registrazione (traccia 7)
- Neal Pogue – missaggio
- Zachary Acosta – assistenza al missaggio
- MeMiceElfani – assistenza al missaggio
- Mike Bozzi – mastering

## Classifiche

### Classifiche settimanali
| Classifica (2019-22) | Posizione massima |
| -------------------- | ----------------- |
| Australia            | 3                 |
| Austria              | 7                 |
| Belgio (Fiandre)     | 5                 |
| Belgio (Vallonia)    | 40                |
| Canada               | 2                 |
| Danimarca            | 4                 |
| Estonia              | 3                 |
| Finlandia            | 6                 |
| Francia              | 43                |
| Germania             | 29                |
| Grecia               | 2                 |
| Irlanda              | 4                 |
| Italia               | 32                |
| Lettonia             | 1                 |
| Lituania             | 1                 |
| Norvegia             | 3                 |
| Nuova Zelanda        | 2                 |
| Paesi Bassi          | 4                 |
| Polonia              | 50                |
| Regno Unito          | 4                 |
| Repubblica Ceca      | 5                 |
| Slovacchia           | 5                 |
| Stati Uniti          | 1                 |
| Svezia               | 5                 |
| Svizzera             | 14                |

### Classifiche di fine anno
| Classifica (2019) | Posizione |
| ----------------- | --------- |
| Australia         | 61        |
| Belgio (Fiandre)  | 138       |
| Danimarca         | 74        |
| Islanda           | 40        |
| Lettonia          | 28        |
| Stati Uniti       | 71        |
| Classifica (2020) | Posizione |
| Australia         | 83        |
| Belgio (Fiandre)  | 160       |
| Islanda           | 62        |
| Portogallo        | 25        |
| Classifica (2021) | Posizione |
| Australia         | 98        |
| Belgio (Fiandre)  | 195       |
| Islanda           | 67        |
| Stati Uniti       | 134       |
| Classifica (2022) | Posizione |
| Australia         | 55        |
| Belgio (Fiandre)  | 150       |
| Islanda           | 54        |
| Lituania          | 28        |
| Stati Uniti       | 72        |
| Classifica (2023) | Posizione |
| Islanda           | 67        |
| Portogallo        | 92        |
| Stati Uniti       | 54        |